# Ignacia Huarcaya Conislla
Ignacia Huarcaya Conislla es una política peruana. Fue Consejera Regional de Huancavelica entre 2003 y 2006 y alcalde distrital de Quito-Arma entre 2015 y 2018.
Nació en Quito-Arma, provincia de Huaytará, departamento de Huancavelica, Perú, el 10 de enero de 1958, hija de Eugenio Huarcaya Espinoza y Clara Conislla Arroyo. Cursó sus estudios primarios y secundarios en la ciudad de Chincha. Entre 1980 y 1984 cursó estudios técnicos de contabilidad en esta ciudad.
Participó en las elecciones regionales de Huancavelica de 2002 como candidato a Consejera Regional de Huancavelica por el Movimiento Independiente Regional "INTI" obteniendo la representación. Asimismo, tentó la alcaldía distrital de Quito-Arma en las elecciones municipales de 2010 sin obtener la representación y en las elecciones del 2014 en las que sí obtuvo la elección con el 35.255% de los votos.